# トルステン・ブレヒョート
トルステン・ブレヒョート（Torsten Bréchôt (Oehmigen-) 1964年9月11日-) は、旧東ドイツのメクレンブルク＝フォアポンメルン州・シュヴェリーン出身の柔道選手。現役時代は78kg級の選手。身長178cm。

## 人物
1985年の世界選手権78kg級では決勝で日蔭暢年と対戦して、有効と効果を先取してリードしていたが、終盤に有効と効果をそれぞれ2つ取られて逆転負けを喫して2位に終わった。1988年ソウルオリンピックでは準決勝で西ドイツのフランク・ウィニケに効果で敗れるが、3位決定戦でフランスのパスカル・タイヨに技ありで勝って銅メダルを獲得した。その後、階級を86kg級に上げるが際立った活躍は見られなかった。引退後は理学療法士の資格を得て、ベルリンの柔道クラブでコーチを務めている。

## 主な戦績
- 1983年 - ヨーロッパジュニア　優勝
- 1984年 - フランス国際　3位
- 1985年 - ハンガリー国際　3位
- 1985年 - オーストリア国際　優勝
- 1985年 - 世界選手権　2位
- 1988年 - チェコ国際　3位
- 1988年 - オーストリア国際　優勝
- 1988年 - ソウルオリンピック　3位